# Testa Arundel
La testa Arundel è una scultura ellenistica in bronzo, di un drammaturgo o re, proveniente dall'Asia Minore e ora esposta al British Museum. Datata II o I secolo a.C., un tempo appartenne (e da lui prese in nome) al collezionista britannico di antichità Thomas Howard, XXI conte di Arundel.

## Descrizione
La testa è tutto ciò che rimane di una statua in bronzo a grandezza naturale. L'artista ha realisticamente trasmesso le caratteristiche usurate di un vecchio, tra cui un fronte rugosa, occhi a mandorla e bocca imbronciata, che danno al ritratto un'aria di potere e autorità. I capelli sono legati da un nastro, cosa che suggerisce potrebbe trattarsi di un poeta. Qualcuno ha ritenuto che potesse rappresentare lo scrittore greco antico Omero e oggi si considera possa impersonare sia l'antico commediografo greco Sofocle che un re macedone.

## Provenienza
Recenti ricerche hanno portato a pensare che la teasta Arundel potrebbe essere stata originariamente trovata a Smirne, in Turchia. La scultura in bronzo venne portata in Inghilterra da Costantinopoli agli inizi del XVII secolo come parte della raccolta di Thomas Howard, XXI conte di Arundel. Successivamente entrò in possesso del dottor Richard Mead e poi di Brownlow Cecil, IX conte di Exeter, che la donò al British Museum nel 1760, facendone uno dei primi pezzi di antichità classiche ad entrare nella collezione nazionale.

## Galleria d'immagini

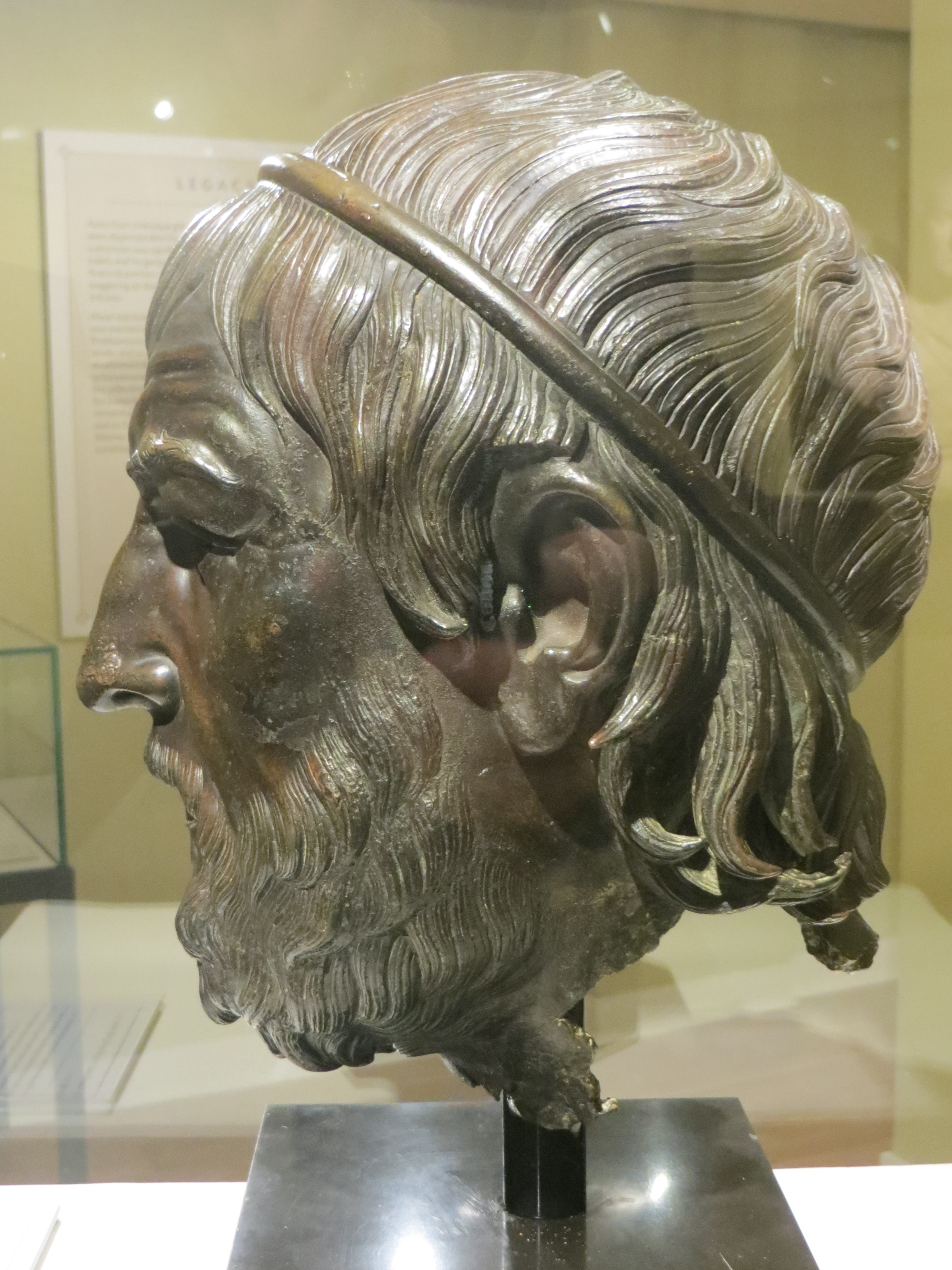
Vista laterale